# إنترناشيونال ريفيو
مجلة إنترناشيونال ريفيو مجلة دولية دورية متخصصة في النقل البحرى وأعمال الموانئ وصاحبة التوزيع الأول في المنطقة العربية وشمال أفريقيا في هذا التخصص وتصدر باللغة العربية والإنجليزية وهي تصدر شهريا وتوزع في أكثر من خمسة عشر بلد عربي أسسها هاني قلوينا وأسامة قلوينا سنة 1996 كمطبوعة مستقلة وأصبحت الصوت التحليلي الأول في المنطقة العربية حول الشحن البحري.